# Пивоварна Ариана
„Пивоварна Ариана“ АД  е акционерно дружество – бивша пивоварна фабрика в София, България, основано през 1881 г. от братята Иржи Прошек и Богдан Прошек под името СД „Братя Прошекови“, и прекратило самостоятелното си съществуване през 2003 г., когато се влива в Загорка АД.
Дружеството е правоприемник на Събирателно дружество „Братя Прошекови" (1881 – 1947), Пивоварна фабрика „Витоша" (1948 – 1974), Пивоварен завод „Софийско пиво“ (1974 – 1990), Държавна фирма „Софийско пиво“ (1990 – 1996). През 1996 г. дружеството се преименува в „Пивоварна Ариана“ АД, а през 2003 г. се влива в „Загорка“ АД.
.

## История на СД „Братя Прошекови“
През 1881 г. братята Георги (Иржи) и Богдан (Теодор) Прошек започва строителство на модерна пивоварна фабрика на ул. „Сан Стефано“ № 22 в София, която е завършена и пусната в експлоатация през 1884 г. . Благодарение на внесените технически подобрения в пивоваренето, Прошековото пиво става популярно в цялата страна. В редица изложби в чужбина то започва да получава големи отличия – почетен диплом и златен медал от изложбата в Анверс (Белгия) през 1891 г., а през 1892 г. – похвална преценка от чешките специалисти пивовари на изложба в Прага. 
През 1895 г. фабриката на братя Прошек произвежда 656 970 литра бира, и продава 570 620 литра, като заплаща акциз на държавата в размер на 28531,00 лева. През 1896 г. фабриката произвежда 685 640 литра бира, продава 624 330 литра, и заплаща акциз в размер на 31217,00 лева. През 1897 г. са произведени 661 590 литра, продадени са 538 880 литра, и е заплатен акциз 26946,00 лева. През първото полугодие на 1898 г. произведеното количество бира достига 560 040 литра, от които са продадени 359 290 литра и е заплатен акциз в размер на 17964,00 лева.
След смъртта на Братя Прошекови през 1905 г., управлението на фабриката се поема от наследниците на братя Прошек, а след оттеглянето на наследниците на Георги Прошек от дружеството през 1907 г., управлението се поема от Ст. Пипев, А. Купов и д-р Урбан.
В края на Първата световна война производството спира, което продължава повече от две години, до март 1920 г., когато производството е възобновено и се увеличава през 1920/1923 г. като достига предвоенните обеми. През 1923 г. в управлението на предприятието влиза и Богдан Прошек, син на основателя на фабриката Богдан Прошек. През 1933 г. пивоварната фабрика е удостоена със званието „Придворен доставчик“, каквато привилегия дотогава има само шуменската пивоварна. 
На 23.12.1947 г. Народното събрание приема Закон за национализацията на частните индустриални и минни предприятия и банки. В този ден всички пивоварни фабрики са национализирани и включени в състава на Държавното индустриално обединение „Хранителна индустрия“. В Списъка на индустриалните предприятия, национализирани по силата на чл. 1 от Закона за национализация на частни индустриални и минни предприятия, изд. от Министерство на индустрията и занаятите (обн. ДВ. бр.190 от 14 август 1948 г.) предприятието е записано като – Събирателно дружество „Братя Прошекови“, София.

## История на Пивоварна „Витоша“
След национализацията през 1947 г. фабриката на братя Прошек се преименува на Държавна пивоварна фабрика „Витоша“, като по-късно става част от комбината „Софийско пиво“. Увеличеното потребление и необходимостта от изграждането на нова по-модерна фабрика за пивопроизводство извън пределите на разрастващата се столица, налага изграждането на нова пивоварна в Горубляне през 1974 г. В продължение на няколко години едновременно работят пивоварната на братя Прошек и новата пивоварна. На 1 август 1978 г. фабриката на братя Прошек е затворена, като целият персонал и производство са прехвърлени в пивоварната в Горубляне.

## История на Ариана АД
През 1996 г. дружеството „Софийско пиво“ ЕАД се преименува на „Пивоварна Ариана“ ЕАД. Година по-късно контролният пакет от акциите на „Пивоварна Ариана“ ЕАД са придобити от „Хайнекен“ и „Кока-Кола Хеленик Ботлинг Къмпани“. През 2003 г. „Пивоварна Ариана“ АД се влива в „Загорка“ АД.
През 2005 г.фабриката е разрушена, за осъществяване на нейно-място на проекта „Сан Стефано плаза“.